# Niyāḥa
Niyāḥa (arabisch نياحة) ist ein islamischer Terminus abgeleitet von ناح / nāḥa mit der Bedeutung laut ‚klagen, weinen, jammern, beklagen‘ und beschreibt eine Tradition, die in der islamischen Welt, aber auch im gesamten Mittelmeerraum weit verbreitet ist.

## Definition
Im Islam wird das laute Klagen und Schreien bei Begräbnissen als Vermächtnis des Polytheismus angesehen und ist entsprechend verboten, dennoch wird es auch heute noch praktiziert. Hingegen ist das einfache Trauern um Verstorbene, auch das Weinen, als Ausdruck des Verlusts gemäß der islamischen Überlieferung nicht verboten. So wurde Muhammad anlässlich des Todes seines Sohnes Ibrāhīm gefragt, warum er weine – schließlich habe er dies verboten, – dieser entgegnete, dass dies nur das laute Erheben der Stimme beträfe und das Weinen ein Ausdruck der Barmherzigkeit (raḥma) sei. Wer keine Barmherzigkeit habe, so weiter, der dürfe auch von anderen keine solche erwarten. Außerdem verbot er – nicht nur im Zusammenhang mit Beerdigungen, sondern auch zu anderen Anlässen, – Traditionen, die er als zugleich dumm und gottlos betrachtete: Das Erheben der Stimme aus Trauer oder Freude, das Zerreißen der Kleidung, das Verstümmeln des eigenen Gesichts oder die Nutzung aus der polytheistischen Tradition stammenden, teuflischen Trauerschreie (rannat s̲h̲ayṭān).